# Fürstenschüler-Stiftung

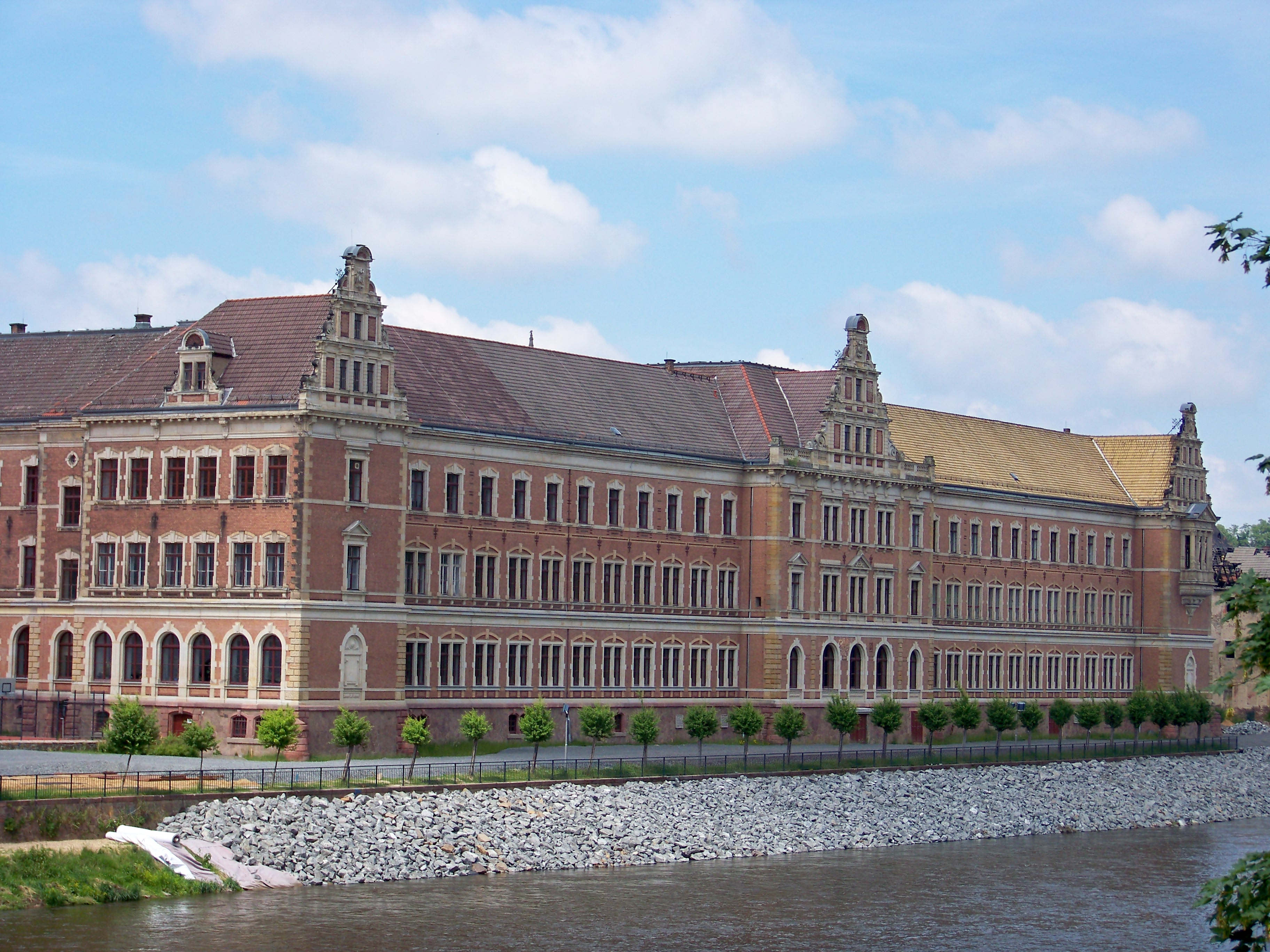
Grimma St Augustin

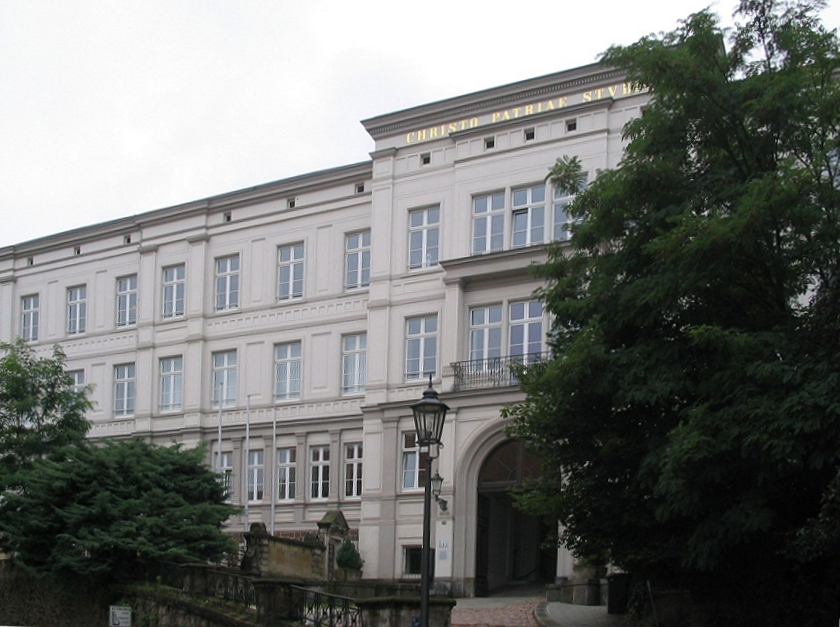
Sankt Afra Gymnasium, 2005

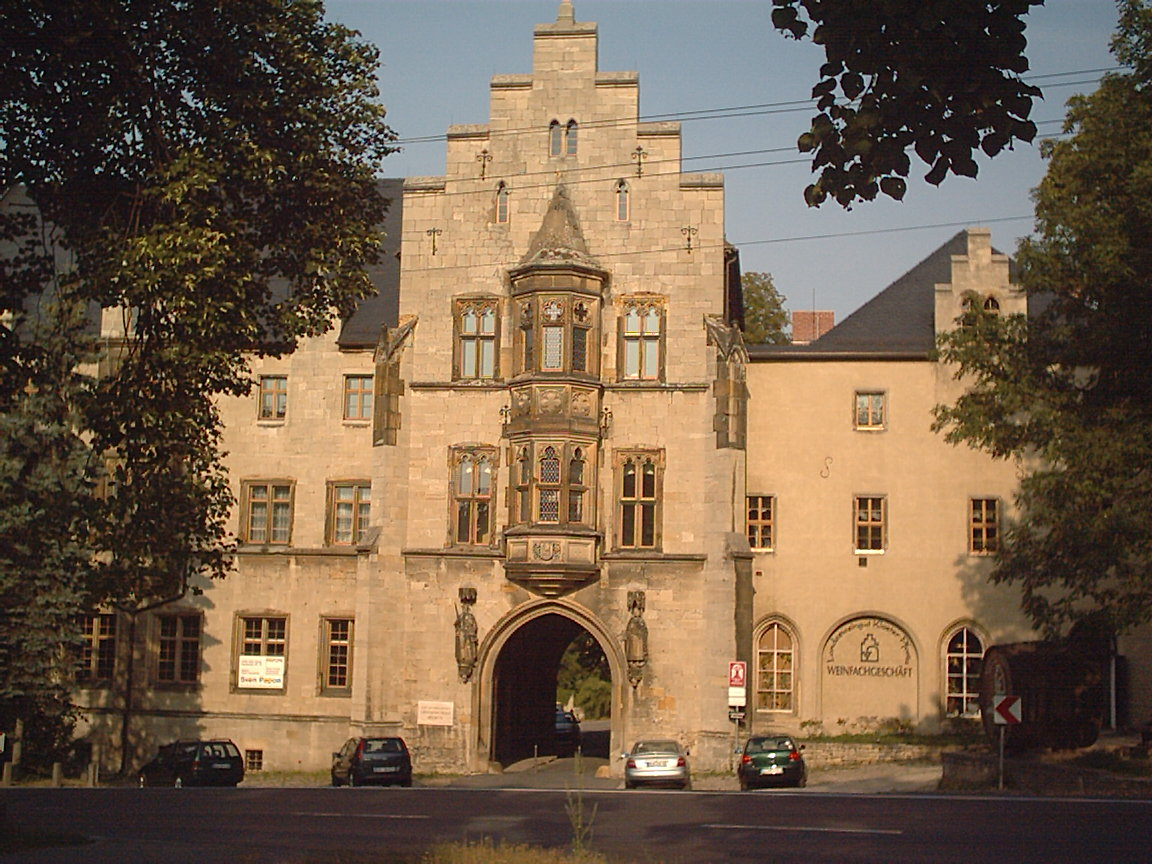
Pforta Torhaus

Der Verein ehemaliger Fürstenschüler e. V. wurde 1875 in Dresden von früheren Schülern aller drei sächsischen Landes- und Fürstenschulen in Meißen, Naumburg und Grimma gegründet. 
Ziel der Mitglieder ist es gewesen, die Ideale und die Verbundenheit zu ihren einstigen Schulen St. Afra in Meißen, Schulpforta bei Naumburg und St. Augustin in Grimma zu pflegen, die alle drei mit Herzog Moritz von Sachsen und seiner 1543 erlassenen Neuen Landesordnung einen gemeinsamen geistigen Vater hatten. 
Der Verein bestand bis 2002. Sein Archiv ist jetzt Bestandteil des Archivs der Fürstenschüler-Stiftung. Standort des Archivs, das auch Dokumente zur Geschichte der Klosterkirche Grimma beherbergt, ist das Gymnasium St. Augustin in Grimma. Das Restvermögen des Vereins ehemaliger Fürstenschüler wurde zum Stiftungskapital der kurz darauf gegründeten Fürstenschüler-Stiftung. 
Im Dezember 2017 fiel in Grimma die Entscheidung, die Fürstenschüler-Stiftung aufzulösen und ihr Archiv der Augustiner-Stiftung zu übergeben.

## Geschichte
Ausgangspunkt ist der Verein ehemaliger Fürstenschüler e. V. gewesen, der 1875 in Dresden von früheren Schülern aller drei sächsischen Fürsten- und Landesschulen (Meißen, Schulpforta und Grimma) gegründet worden war.  Nach dem Ersten Weltkrieg verließ die Landesschule Schulpforta, deren Region aufgrund des Wiener Kongresses 1815 preußisch geworden war, den Verein und gründete den Pförtner Bund e. V., blieb aber in enger Verbindung mit dem Gründungsverein. Dresden blieb Dauerstandort des Vereins bis 1950, als die DDR alle Vereine zwangsweise auflöste.
Im Laufe der Zeit bildete der Verein ehemaliger Fürstenschüler ein Vereinsarchiv, das jedoch in der Dresdener Bombennacht vom 13. Februar 1945 vernichtet worden ist. Zum Glück hatten viele Mitglieder noch Material aus diesem Archiv, da Schriften aus dem vereinseigenen Verlag käuflich erworben werden konnten.
Die Situation des geteilten Deutschlands nach dem Zweiten Weltkrieg war, dass wegen der Kriegsereignisse und ihrer Folgen zahlreiche Fürstenschüler auf dem Gebiet der damaligen Bundesrepublik lebten, studierten, arbeiteten oder sich in dortigen Lazaretten befanden. Diese suchten und fanden sich und beschlossen, den Verein ehemaliger Fürstenschüler zu neuem Leben zu erwecken.
Dies geschah Ende der 1950er/Anfang der 1960er Jahre. Das war die Zeit, in der dieser neu gegründete Verein ehemaliger Fürstenschüler e. V. mit dem Pförtner Bund e. V. und dem Verein Alter Joachimsthaler e. V. an der Gründung einer Traditionsschule in Meinerzhagen im Sauerland führend beteiligt war. Dabei war der Gedanke ausschlaggebend, dass aus Sicht der Vereinsmitglieder zwar der Glaube an eine Wiedervereinigung der beiden deutschen Staaten geschwunden, jedoch die Fürstenschul-Traditionen nicht untergehen dürften. 1965 wurde in Meinerzhagen der Grundstein gelegt und 1968 die Evangelische Landesschule zur Pforte eröffnet.
Die Schulträgerschaft dieser neuen Landesschule zur Pforte hatte die Evangelische Kirche von Westfalen. Jedoch wichen die Vorstellungen über den Weg zwischen Schulträgerin und den Gründungsvereinen mehr und mehr voneinander ab. Daher zogen sich die Gründungsvereine zurück. Im Jahre 1992 folgte die Auflösung der Schule und 2005 der Abriss.
Die Ereignisse in Deutschland Anfang der 1990er Jahre und die deutsche Wiedervereinigung weckten den Wunsch, den Archiv-Bestand wieder in seine angestammte sächsische Heimat zu bringen. In der einstigen Landes- und Fürstenschule in Grimma, dem jetzigen Gymnasium St. Augustin fand das Archiv sein heutiges Zuhause. 
Am 12. September 2002 löste sich in Meißen der Verein ehemaliger Fürstenschüler nach 127-jährigem Bestehen wegen Überalterung seiner Mitglieder auf. Um das wertvolle und wichtige Archiv der Fürstenschulen für die Nachwelt zu bewahren, beschloss die letzte Mitgliederversammlung, es als Grundlage einer zu gründenden Stiftung – der Fürstenschüler-Stiftung – zu erhalten. Als Stiftungskapital diente das Restvermögen des Vereins ehemaliger Fürstenschüler. Schirmherr wurde der Oberbürgermeister der Stadt Grimma.